# Rainer Müller-Hörner
Rainer Robert Müller-Hörner (Fürth, 27 gennaio 1967) è un triatleta tedesco.

## Carriera
Nel 1992 ha vinto la medaglia d'argento ai mondiali di triathlon di Huntsville.
Ha vinto i campionati europei di triathlon di Stoccolma nel 1995. Nello stesso anno si è classificato terzo all'Ironman Hawaii a meno di cinque minuti dal vincitore Mark Allen e a meno di tre minuti dal secondo classificato Thomas Hellriegel.
Nel 1993 e nel 1994 si è classificato terzo ai campionati europei di triathlon rispettivamente di Echternach e di Eichstätt.

## Titoli
- Campione europeo di triathlon (Élite) - 1995